# Kuntheria
Kuntheria es un género monotípico de plantas herbáceas, perteneciente a la familia Colchicaceae. Su única especie: Kuntheria pedunculata (F.Muell.) Conran & Clifford   es originaria de Queensland en Australia.

## sinonimia
- Schelhammera pedunculata F.Muell., Victoria Naturalist 7: 182 (1891).[2]